# اد وودوارد
اد وودوارد (انگلیسی: Ed Woodward؛ زادهٔ ۹ نوامبر ۱۹۷۱) حسابدار اهل بریتانیا است.
از سال ۲۰۰۷ وودوارد مسئول امور تبلیغاتی منچستر یونایتد شد. وی توانست در بین سال‌های ۲۰۰۷ تا ۲۰۱۲ درآمد منچستر یونایتد از بخش تبلیغات را از ۴۸٫۷ میلیون پوند به ۱۱۷٫۶ میلیون پوند افزایش دهد.